# Колодын (герб)
Колодын (пол. Kolodyn) — польский дворянский герб.

## Описание
В белом поле означенная чёрным цветом буква «А» под стропилом, или крыша, под которою стропила, соединенные поперечиной. Род кн. Колодынских происходит из Волыни.

## Герб используют
5 родов
Kolesiński, Kołodeński, Kołodyjski, Kołodyn, Kołodyński
"Гербовник белорусской шляхты" приводит род Адуцкевичей (бел. Адуцкевіч, пол. Aduckiewicz) в качестве носителей герба Колодын II .